# Jowisz LXI
S/2003 J 19 – mały zewnętrzny księżyc Jowisza. Został on odkryty przez grupę astronomów pod przewodnictwem Bretta J. Gladmana w 2003 roku.
S/2003 J 19 obiega Jowisza ruchem wstecznym, czyli w kierunku przeciwnym do obrotu planety wokół własnej osi. Satelita należy do grupy Karme.